# Adam Pally

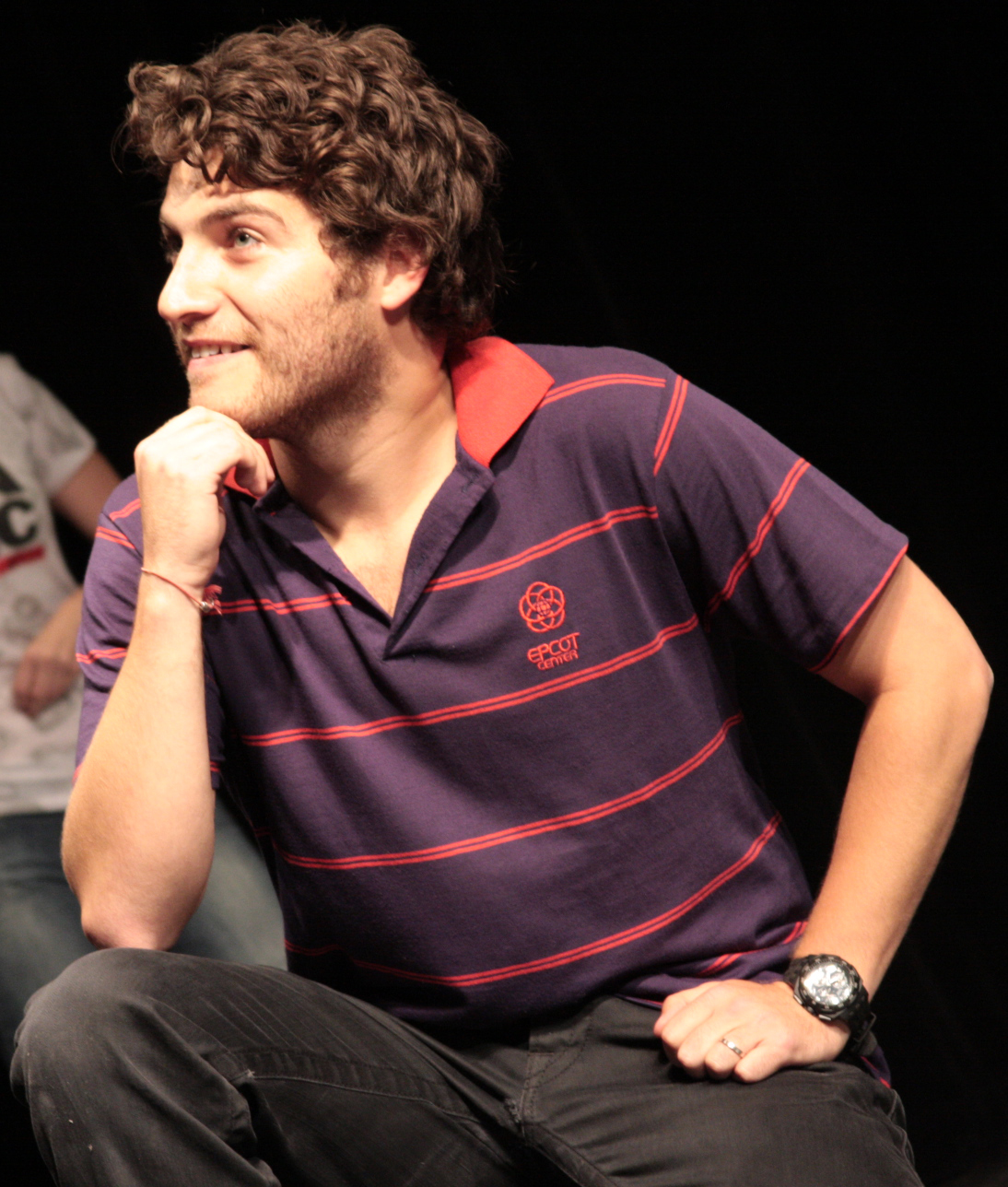
Adam Pally (2008)

Adam Saul Pally (* 18. März 1982 in Livingston, New Jersey) ist ein US-amerikanischer Schauspieler und Komiker.

## Leben und Karriere
Adam Pally wurde im März 1982 in Livingston im US-Bundesstaat New Jersey als Sohn jüdischer Eltern geboren. Aufgewachsen ist er in New York, Chicago und in New Jersey. 2004 absolvierte er die The New School Universität in New York. Daneben arbeitete er ab 2003 am Upright Citizens Brigade Theatre, wo er Improvisations- und Stand-up-Comedy aufführte. 2006 hatte er mit einem Gastauftritte in der satirischen Comedyshow The Colbert Report sein Debüt als Schauspieler. 2008 spielte er die Nebenrolle als Freddy Bismark in der Filmkomödie Lange Beine, kurze Lügen und ein Fünkchen Wahrheit …. Ein Jahr später hatte er Auftritte in dem Historienfilm Taking Woodstock und in Solitary Man. 2010 folgten die Rolle des Allen in Monogamy, ein Gastauftritt in der zwölften Episode der ersten Staffel in NTSF:SD:SUV:: sowie eine Rolle im Kurzfilm Ghostbusters Return. Zwischen 2011 und 2013 war er in der Sitcom Happy Endings in der Hauptrolle des Max Blum, zu sehen. Eine weitere Hauptrolle hatte er in der zweiten und dritten Staffel der Serie The Mindy Project inne.
Seit Juli 2008 ist er mit Daniella Liben verheiratet. Er ist Vater eines Sohnes (* Dezember 2011) und einer Tochter (* März 2013).

## Filmografie (Auswahl)
- 2006: The Colbert Report (Fernsehserie, 1 Episode)
- 2007–2011: Californication (Fernsehserie, 3 Episoden)
- 2008: Lange Beine, kurze Lügen und ein Fünkchen Wahrheit … (Assassination of a High School President)
- 2009: Taking Woodstock
- 2009: Solitary Man
- 2010: Monogamy
- 2010: NTSF:SD:SUV:: (Fernsehserie, Episode 1x12)
- 2010: Ghostbusters Return (Kurzfilm)
- 2011–2013: Happy Endings (Fernsehserie, 57 Episoden)
- 2013: Die To-Do Liste (The To Do List)
- 2013: Iron Man 3
- 2013–2014: Comedy Bang! Bang! (Fernsehserie, 2 Episoden)
- 2013–2015: Kroll Show (Fernsehserie, 3 Episoden)
- 2013–2017: The Mindy Project (Fernsehserie, 40 Episoden)
- 2014: Search Party
- 2016: Dirty Grandpa
- 2016: Joshy – Ein voll geiles Wochenende (Joshy)
- 2016: Don’t Think Twice
- 2016: School Survival – Die schlimmsten Jahre meines Lebens (Middle School: The Worst Years of My Life)
- 2017: Band Aid
- 2017: Making History (Fernsehserie, 9 Episoden)
- 2017: Shimmer Lake
- 2019: The Mandalorian (Fernsehserie, Episode 1x08)
- 2020: Sonic the Hedgehog
- 2020: Mein WWE Main Event (The Main Event)
- 2022: Sonic the Hedgehog 2
- 2023: Fubar (Fernsehserie)
- 2024: Knuckles (6 Episoden)